# 营盘街道 (锦州市)
营盘乡，是中华人民共和国辽宁省锦州市太和区下辖的一个乡镇级行政单位。

## 行政区划
营盘乡下辖以下地区：
营盘村、范屯村、大许村、大齐村、董家村和马家村。